# El Rosarito, Sinaloa
El Rosarito är en ort i Mexiko.   Den ligger i kommunen Culiacán och delstaten Sinaloa, i den västra delen av landet, 1 000 km nordväst om huvudstaden Mexico City. El Rosarito ligger 12 meter över havet och antalet invånare är 119.
Terrängen runt El Rosarito är mycket platt. Runt El Rosarito är det ganska tätbefolkat, med 155 invånare per kvadratkilometer. Närmaste större samhälle är El Dorado, 4,2 km sydost om El Rosarito. Omgivningarna runt El Rosarito är en mosaik av jordbruksmark och naturlig växtlighet.